# 1117 Reginita
1117 Reginita là một tiểu hành tinh vành đai chính bay quanh Mặt Trời. Nó được phát hiện bởi Josep Comas Solá ngày 29 tháng 5 năm 1927 ở Barcelona, Tây Ban Nha. Tên ban đầu của nó là 1927 KA. Nó được đặt theo tên của the niece of its observer. It completes one revolution around Sun approximately once every 3 năm và completes one rotation once every 3 giờ.